# Music On Console
Music On Console (MOC) ist ein freier, auf der ncurses-Bibliothek basierender Audioplayer für Unix/Linux. Seine Benutzerschnittstelle ähnelt stark der des Midnight Commander. Er ist umfangreich konfigurierbar und unterstützt ALSA, OSS oder JACK als Soundausgang. Es gibt konfigurierbare Farbschemata, verschiedene Layouts für die Benutzerschnittstelle. Die Tastenbelegungen sind ebenfalls änderbar. Der Audioplayer unterstützt ID3-Tags. MOC hat eine Playlist und einen Ordnerbrowser, wobei zwischen diesen per Tabulatortaste gewechselt werden kann. Für den Ordnerbrowser kann ein Startordner festgelegt werden, das sogenannte „MusicDir“. Dies wird auf Wunsch beim Start des Players geladen.
Seine textbasierte Benutzerschnittstelle ist dementsprechend ressourcensparend. Es nutzt eine Client/Server-Architektur, die ähnlich der von Music Player Daemon ist. Das Schließen der Benutzerschnittstelle beendet normalerweise nur den Client, der Server läuft weiter im Hintergrund. Auch ist es auf diesem Weg möglich mehrere Clients parallel laufen zu lassen, was etwa bei der Verwendung von virtuellen Desktops praktisch sein kann. Ferner unterstützt das Programm die Verwendung von Themes, welche als Textdateien erstellt werden.

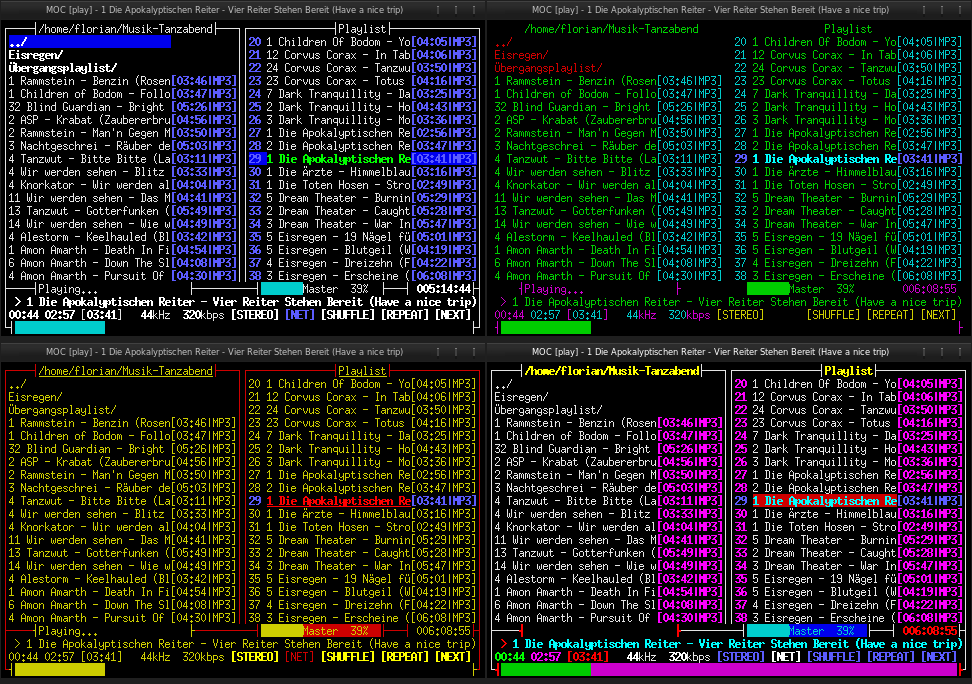
Vier MOC-Clients mit Themes

Obwohl MOC eine ähnliche Client/Server-Architektur wie Music Player Daemon nutzt, ist MOC nicht über das Netzwerk erreichbar, und es hat auch keine offene API zur Kommunikation mit alternativen Clients. Dennoch ist es möglich den Client über das Netzwerk, etwa via SSH, auf einen anderen Rechner zu holen, und so den Server zu steuern.